# Ivan Illich
Ivan Illich (Wenen, 4 september 1926 – Bremen, 2 december 2002) was een Oostenrijks-Amerikaans-Mexicaans-Duits publicist, denker en priester.

## Biografie

### Studie
Illich groeide op in een gezin waarvan de vader uit Dalmatië stamde en de moeder een joodse van Spaans-Amerikaanse afkomst was. Hij beëindigde zijn middelbare school in Florence, waarna hij er van 1942 tot 1945 chemie (histologie en kristallografie) studeerde aan de universiteit. Aansluitend studeerde hij tussen 1945 en 1951 geschiedenis, filosofie en theologie aan het Collegium Romanum (Gregoriana) in Rome. In 1951 promoveerde hij aan de universiteit Salzburg over Arnold Toynbee.

### Carrière
Ivan Illich werd in 1950 gewijd tot katholiek priester en wilde aansluitend zijn studies voortzetten aan de Universiteit van Princeton maar werd op weg naar Princeton getroffen door de armoede in Upper West Side New York, waarna hij besloot er enige jaren te blijven. In 1956 werd hij plaatsvervangend rector aan de Katholieke Universiteit van Santa Maria in Puerto Rico.
Enige jaren later, na een voettocht van 4500 km door Latijns-Amerika, stichtte hij in 1961 het interculturele Centro Intercultural de Documentación (CIDOC) in Cuernavaca in Mexico. Dit centrum bood opleidingen en cursussen aan Noord-Amerikaanse missionarissen en stond dicht bij de theologische ideeën van Paulo Freire en bevrijdingstheologen. De activiteiten van het centrum wekten wrevel, waardoor Illich in conflict kwam met het Vaticaan. Nadat bekend werd, dat de kerk een onderzoeksprocedure startte tegen Illich, legde hij de uitoefening van zijn priesterlijk ambt neer. Hij bleef tot 1976 mede-directeur van het CIDOC, waarna hij zich wijdde aan ontwikkelingsstudies in Pakistan, India en andere landen. Vanaf 1979 was hij als professor verbonden aan verschillende instellingen, onder andere de Pennsylvania State Universiteit, Universiteit van Berkeley, Philipps Universiteit Marburg, Universiteit Kassel en de Universiteit Bremen.

## Filosofie

### Kritische kernideeën
De filosoof en theoloog was bij uitstek een anti-pedagoog. Hij geniet onder meer bekendheid als een criticus van geïnstitutionaliseerde vormen van onderwijs. De wijze waarop bijvoorbeeld het universitaire onderwijs georganiseerd is (namelijk als institutie, het leren krijgt institutioneel vorm) heeft tot gevolg dat ook de samenleving institutionaliseert en bijgevolg verkrampt omdat "afgestudeerden" de neiging gaan vertonen de samenleving vorm te geven naar de institutionele omgeving waarbinnen de eigen ontwikkeling gedurende vaak vele jaren plaatsvindt. Zijn in de jaren na 1970 verschenen werken Deschooling Society (1971, over onderwijs), Tools For Conviviality (1973, over technologische ontwikkeling), Energy And Equity (1974, over energie, transport, economische ontwikkeling en maatschappelijke ongelijkheid), Medical Nemesis (1976, over gezondheidszorg) en The Right To Useful Unemployment And Its Professional Enemies (1978) alsook Shadow Work (1981, beide werken behandelen de arbeid) geven zijn kritische houding weer. Het institutionaliseren van menselijke behoeften met behulp van technische ontwikkeling vormt volgens Illich een bedreiging voor een vrije samenleving. Zo vervormen transport en verkeer de menselijke voortbeweging, is het onderwijs funest voor het leren, urbanisering ontneemt de mens diens capaciteit een thuis te bouwen en de medische zorg maakt mensen ziek.
In de moderne ontwikkeling onderscheidt Illich twee soorten technische middelen die elkaar vaak in twee fasen opvolgen: het eerste type middelen is voor een groot aantal mensen toegankelijk en draagt bij tot een merkbare lotsverbetering en grotere zelfverwerkelijking; het tweede type middelen is daarentegen duur, sterk gespecialiseerd, daardoor voorbehouden aan experts van wie men massaal en zelfs voor elementaire levensactiviteiten afhankelijk wordt. Het tweede type leidt bovendien tot schadelijke neveneffecten, die instituties die over techniek en samenleving waken beantwoorden met een nog verder doorgedreven specialisatie en controle, die de mens nog meer afhankelijk maken.
Hij richt zich tegen het door de techniek afgedwongen normeren, dat bovendien leidt tot bijvoorbeeld prestatiedruk in het onderwijs en consumptiedwang in de gezondheidszorg. Een van de centrale observaties is dat voortdurend een bepaald gedrag wordt opgelegd door een structuur, doorgaans bij monde van experts.
Als alternatief stelt Illich conviviality voor, wat vrij vertaald 'samen-leven' betekent. Die samenlevingsvorm is gekenmerkt door een afgewogen, vrijwillige beperking van technologische ontwikkelingen in functie van een zelfbepaald leven in vrijheid.

### Receptie
Ivan Illich bekritiseerde de industriële samenleving op het moment dat de maakbaarheid van de samenleving nog op instemming kon rekenen. Vandaag wordt hij gezien als een van de vroege stemmen, die waarschuwden voor ongebreideld optimisme en vertrouwen in de vooruitgang. In zijn tijd werd Illich vaak als een radicaal-linkse criticus gezien.
In Nederland kregen zijn opvattingen in de jaren zeventig een gunstig onthaal in kringen rond onder meer de Politieke Partij Radikalen, De Kleine Aarde, de milieubeweging en fiets-activisten, met name wegens de raakvlakken met de voorgestane kleinschaligheid en menselijke maat die met name werden herkend in zijn Energy and Equity, waarvan de Nederlandse vertaling verscheen in 1974, tezelfdertijd als Small is beautiful van de kleinschaligheidsdenker Ernst Friedrich Schumacher.
Tegelijkertijd lijken zijn uitspraken over de "miskende waarde van de romantici" en zijn opvatting dat het pre-Verlichtingsdenken in menig facet superieur was aan onze moderne manier van leven hem echter eerder of meer als "reactionair" neer te zetten. Erich Fromm hield het erop dat Ivan Illich een radicaal humanist was.